# S/2012 (2003 HG57) 1
S/2012 (2003 HG57) 1, também escrito como S/2012 (2003 HG57) 1, é o objeto secundário do corpo celeste denominado de 2003 HG57. Ele é um objeto transnetuniano que tem cerca de 156 km de diâmetro e orbita o corpo primário a uma distância de 13 200 ± 50 km.

## Descoberta
S/2012 (2003 HG57) 1 foi descoberto no dia 22 de dezembro de 2010 através do Telescópio Espacial Hubble e sua descoberta foi anunciada em 2012.